# Buyina halifax
Espèce
Buyina halifax est une espèce d'araignées aranéomorphes de la famille des Desidae.

## Distribution
Cette espèce est endémique du Queensland en Australie. Elle se rencontre sur le mont Halifax et dans les monts Bluewater, dans les Cardwell et Kirrama.

## Description
La carapace de la femelle holotype mesure 3,5 mm de long sur 2,5 mm de large et l'abdomen 3,1 mm de long sur 2,3 mm de large. La carapace du mâle paratype mesure 4,3 mm de long sur 3,1 mm de large et l'abdomen 4,0 mm de long sur 2,6 mm de large.

## Étymologie
Son nom d'espèce lui a été donné en référence au lieu de sa découverte, le mont Halifax.

## Publication originale
- Davies, 1998 : A revision of the Australian metaltellines (Araneae: Amaurobioidea: Amphinectidae: Metaltellinae). Invertebrate Taxonomy, vol. 12, no 2, p. 211-243.